# Szabó János (labdarúgó, 1989)
Szabó János (Szekszárd, 1989. július 11. –) magyar válogatott labdarúgó, hátvéd. Jelenleg a Paksi FC játékosa. Szabó tagja volt az egyiptomi 2009-es U20-as labdarúgó-világbajnokság U20-as magyar labdarúgó-válogatott keretének, amely bronzérmet szerzett. A hátvéd a torna egyik nagy felfedezettje volt. 2011 őszén a BFC Siófoknál szerepelt kölcsönben.

## Pályafutása

### Klubcsapatokban

#### A Paksban
A játékos 2008-ban mutatkozott be az NB I-ben a Paksi FC felnőtt csapatában a Kaposvári Rákóczi FC ellen. Ebben a szezonban tizenhárom mérkőzésen lépett pályára. A tavaszi szezonban megszerezte élete első NB I-es gólját is a REAC ellen. A 2009-es szezonban már a paksi csapat meghatározó kezdő játékosa lett. A 2010–2011-es szezonban ezüstérmet szerzett a paksi csapattal, ami a klub addigi történetének legnagyobb sikere volt. A 2011–2012-es szezonban kölcsönben a BFC Siófokhoz került.

### A válogatottban
Szabó tagja volt az egyiptomi 2009-es U20-as labdarúgó-világbajnokság U20-as magyar labdarúgó-válogatott keretének, akikkel később bronzérmet ért el.
A magyar felnőtt válogatottban 2014. május 22-én mutatkozott be a Magyarország–Dánia (2–2) barátságos mérkőzésen.

## Statisztika

### Mérkőzései a válogatottban
| Magyarország | Magyarország       | Magyarország                          | Magyarország     | Magyarország | Magyarország | Magyarország | Magyarország | Magyarország |
| #            | Dátum              | Helyszín                              | Hazai            | Eredmény     | Vendég       | Kiírás       | Gólok        | Esemény      |
| ------------ | ------------------ | ------------------------------------- | ---------------- | ------------ | ------------ | ------------ | ------------ | ------------ |
| 1.           | 2014. május 22.    | Debrecen, Nagyerdei stadion           | Magyarország     | 2 – 2        | Dánia        | barátságos   | -            | 61'          |
| 2.           | 2017. október 10.  | Budapest, Groupama Aréna              | Magyarország     | 1 – 0        | Feröer       | vb-selejtező | -            |              |
| 3.           | 2017. november 14. | Budapest, Groupama Aréna              | Magyarország     | 1 – 0        | Costa Rica   | barátságos   | -            |              |
| 4.           | 2018. március 27.  | Budapest, Groupama Aréna              | Magyarország     | 0 – 1        | Skócia       | barátságos   | -            | 46'          |
| 5.           | 2018. június 6.    | Breszt, Regionaler Sportkomplex Brest | Fehéroroszország | 1 – 1        | Magyarország | barátságos   | -            |              |
| 6.           | 2018. június 9.    | Budapest, Groupama Aréna              | Magyarország     | 1 – 2        | Ausztrália   | barátságos   | -            |              |
|              | Összesen           |                                       |                  | 6            | mérkőzés     |              | 0            | gól          |

## Sikerei, díjai

### Klubcsapattal
Paks
- Magyar kupagyőztes (2): 2024, [4] 2025[5]
- Magyar kupa ezüstérmes (1): 2022
- Magyar bajnokság ezüstérmes (2): 2010–11, 2023–24
- Magyar bajnokság bronzérmes (1): 2024–25
- Magyar ligakupa győztes (1): 2010–11